# Drăgănești-Vlașca
Drăgănești-Vlașca – wieś w Rumunii, w okręgu Teleorman, w gminie Drăgănești-Vlașca. W 2011 roku liczyła 3481 mieszkańców.